# Kehlen
Kehlen (en luxembourgeois : Kielen ) est une localité luxembourgeoise et le chef-lieu de la commune portant le même nom située dans le canton de Capellen.

## Géographie

### Localisation
La commune comprend les sections de Kehlen (siège), Dondelange, Keispelt, Meispelt, Nospelt et Olm, ainsi que quelques hameaux et lieux-dits.
Elle a une superficie de 2 818 ha et compte environ 4 800 habitants. La superficie boisée est de 454 ha et l’altitude varie entre 242 et 389 m.
La route nationale N12 traverse la commune. Il y a 21,22 km de voirie vicinale et 23,97 km de voirie rurale.

### Communes limitrophes
- Mamer
- Mersch
- Kopstal
- Koerich
- Lorentzweiler
- Habscht
- Steinsel
- Strassen
- Helperknapp

## Toponymie
Le nom de Kehlen provient du nom romain Callidovilla « villa de Callido » ; le site est documenté depuis 636.

## Histoire
Le territoire de la commune était déjà peuplé très tôt, comme le prouvent les fouilles archéologiques et la découverte de tombes celtes autour de Kehlen, de cimetières gallo-romains et de villas romaines aux alentours de Nospelt, ainsi que de tombes mérovingiennes entre Nospelt et Dondelange.
Sur les hauteurs de Schoenberg près de Kehlen, au croisement de deux voies romaines, se situait très vraisemblablement un ensemble de constructions gallo-romaines, dont l’existence est confirmée par la découverte d’un piédestal représentant quatre divinités. L’ancienne paroisse de Schoenberg, une des plus anciennes du pays (ses registres remontent à 1637), dépendait de l’abbaye Saint-Maximin de Trèves.
Suivant la légende, un village aurait existé sur le plateau de Schoenberg. Il aurait disparu lors des années de la peste. Aucune trace n’en a été découverte jusqu’à ce jour.
À Nospelt se trouvait un des plus anciens centres de fabrication d’ustensiles de cuisine en terre cuite, et sa poterie était connue au-delà des frontières. Le festival Eemaischen perpétue cette tradition.
Le 1er juillet 1853, la commune fut amputée de la section de Kopstal pour créer la nouvelle commune de Kopstal.
La population de la commune de Kehlen se composait, dans le passé, en majorité de cultivateurs et de petits artisans. Mais, à la suite de l’industrialisation du pays et surtout de l’essor économique de l’après-guerre, la structure de la population a changé et aujourd’hui la majorité des habitants travaille dans le secteur des services. Grâce à la mobilité accrue des gens et à la situation de la commune à proximité de la ville de Luxembourg avec ses débouchés et son marché de l’emploi, la population de la commune a plus que doublé depuis les années 1970.

## Politique et administration

### Liste des bourgmestres
| Identité                   | Période          | Période  | Durée                     | Étiquette |
| Identité                   | Début            | Fin      | Durée                     | Étiquette |
| -------------------------- | ---------------- | -------- | ------------------------- | --------- |
| Félix Eischen (né en 1966) | 15 novembre 2017 | En cours | 7 ans, 3 mois et 27 jours | CSV       |

## Population et société

### Démographie
L'évolution du nombre d'habitants est connue à travers les recensements de la population effectués dans le pays depuis 1821. Les recensements décennaux de la population permettent de caler les chiffres sur la composition de la population par sexe, âge, nationalité et commune de résidence. Entre deux recensements, la population au 1er janvier de l’année {\displaystyle x} est évaluée en ajoutant à la population au 1er janvier de l’année {\displaystyle x-1} les soldes naturel (naissances {\displaystyle -} décès) et migratoire (arrivées {\displaystyle -} départs) de l'année. La même méthode est appliquée pour la répartition par âge au 1er janvier et les effectifs totaux par nationalité. Depuis le 1er septembre 2023, le Luxembourg dénombre 100 communes.
Au 1er janvier 2024, la commune comptait 6 859 habitants.
| 1821  | 1851  | 1871  | 1880  | 1890  | 1900  | 1910  | 1922  | 1930  |
| ----- | ----- | ----- | ----- | ----- | ----- | ----- | ----- | ----- |
| 1 528 | 2 376 | 2 512 | 2 513 | 2 192 | 2 096 | 1 972 | 1 881 | 1 790 |

| 1935  | 1947  | 1960  | 1970  | 1978  | 1979  | 1981  | 1983  | 1984  |
| ----- | ----- | ----- | ----- | ----- | ----- | ----- | ----- | ----- |
| 1 681 | 1 562 | 1 629 | 1 674 | 2 343 | 2 459 | 2 727 | 3 080 | 3 110 |

| 1985  | 1986  | 1987  | 1988  | 1989  | 1990  | 1991  | 1992  | 1993  |
| ----- | ----- | ----- | ----- | ----- | ----- | ----- | ----- | ----- |
| 3 290 | 3 220 | 3 430 | 3 615 | 3 746 | 3 970 | 4 381 | 4 494 | 4 476 |

| 1994  | 1995  | 1996  | 1997  | 1998  | 1999  | 2000  | 2001  | 2002  |
| ----- | ----- | ----- | ----- | ----- | ----- | ----- | ----- | ----- |
| 4 580 | 4 626 | 4 726 | 4 777 | 4 837 | 4 912 | 4 883 | 4 792 | 4 724 |

| 2003  | 2004  | 2005  | 2006  | 2007  | 2008  | 2009  | 2010  | 2011  |
| ----- | ----- | ----- | ----- | ----- | ----- | ----- | ----- | ----- |
| 4 717 | 4 707 | 4 733 | 4 751 | 4 812 | 4 785 | 4 887 | 4 931 | 5 048 |

| 2012  | 2013  | 2014  | 2015  | 2016  | 2017  | 2018  | 2019  | 2020  |
| ----- | ----- | ----- | ----- | ----- | ----- | ----- | ----- | ----- |
| 5 099 | 5 223 | 5 338 | 5 375 | 5 457 | 5 903 | 6 056 | 6 143 | 6 232 |

| 2021  | 2022  | 2023  | 2024  | - | - | - | - | - |
| ----- | ----- | ----- | ----- | - | - | - | - | - |
| 6 138 | 6 183 | 6 391 | 6 859 | - | - | - | - | - |

Pour des raisons techniques, il est temporairement impossible d'afficher le graphique qui aurait dû être présenté ici.

## Culture locale et patrimoine

### Lieux et monuments

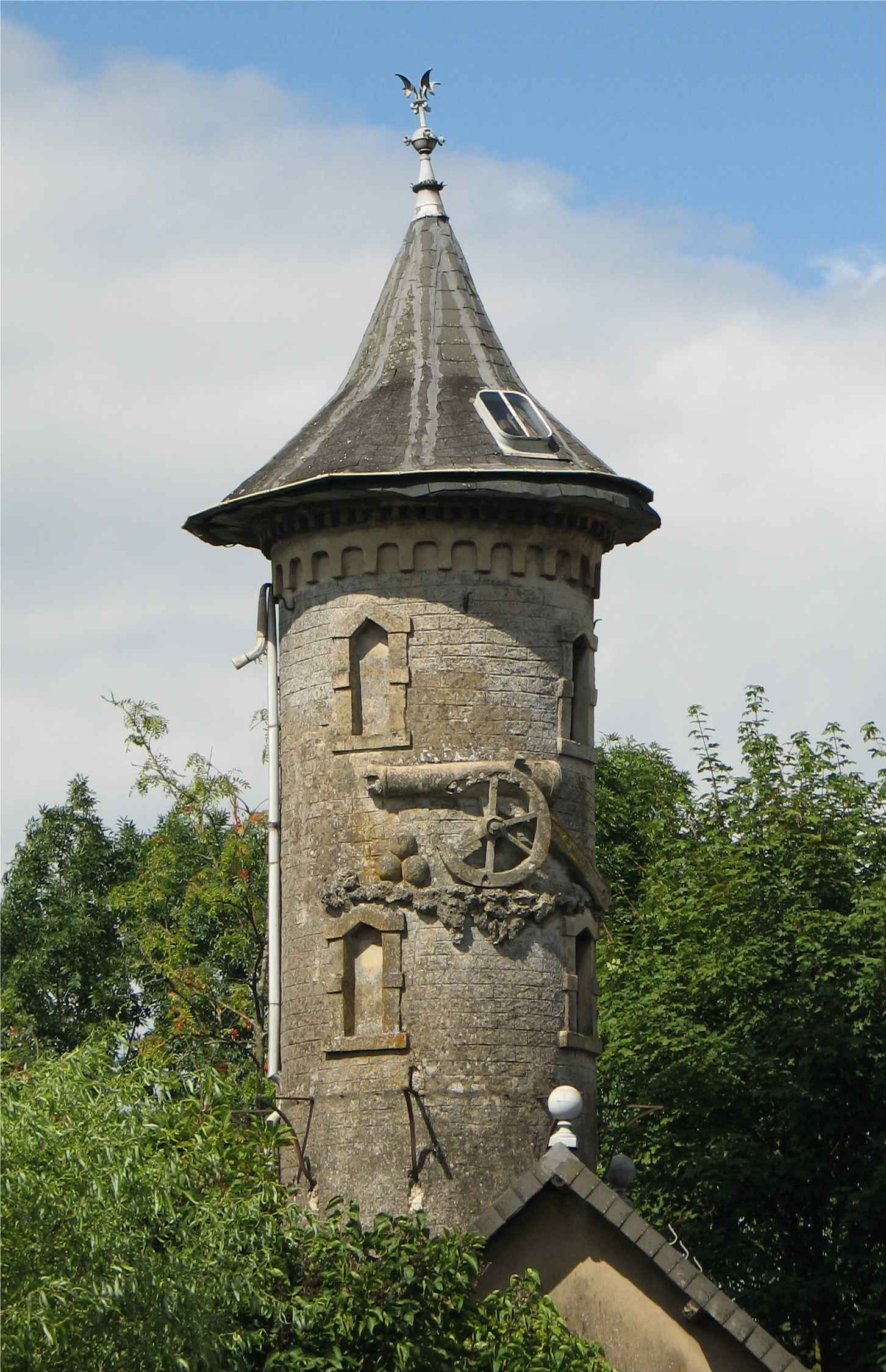
La tourelle de Kehlen.

- La réserve naturelle Telpeschholz ;
- La zone industrielle.

### Personnalités liées à la commune
- Georges Kayser, abbé et archéologue, fondateur des Georges Kayser Altertumsfuerscher.

### Héraldique, logotype et devise
| Blason de | Blason  | Burelé d’argent et d’azur de dix pièces au lion de sable armé lampassé et couronné d’or tenant de ses pattes une crosse d’abbé d’or posée en pal.                                        |
| Blason de | Détails | Armoiries de la commune luxembourgeoise de Kehlen. Les armoiries sont adoptées par le conseil communal en date du 10 octobre 1983 et agréées par arrêté ministériel du 21 novembre 1983. |

Logo utilisé jusqu'en 2019.